# 2011年至2012年度香港政府財政預算案

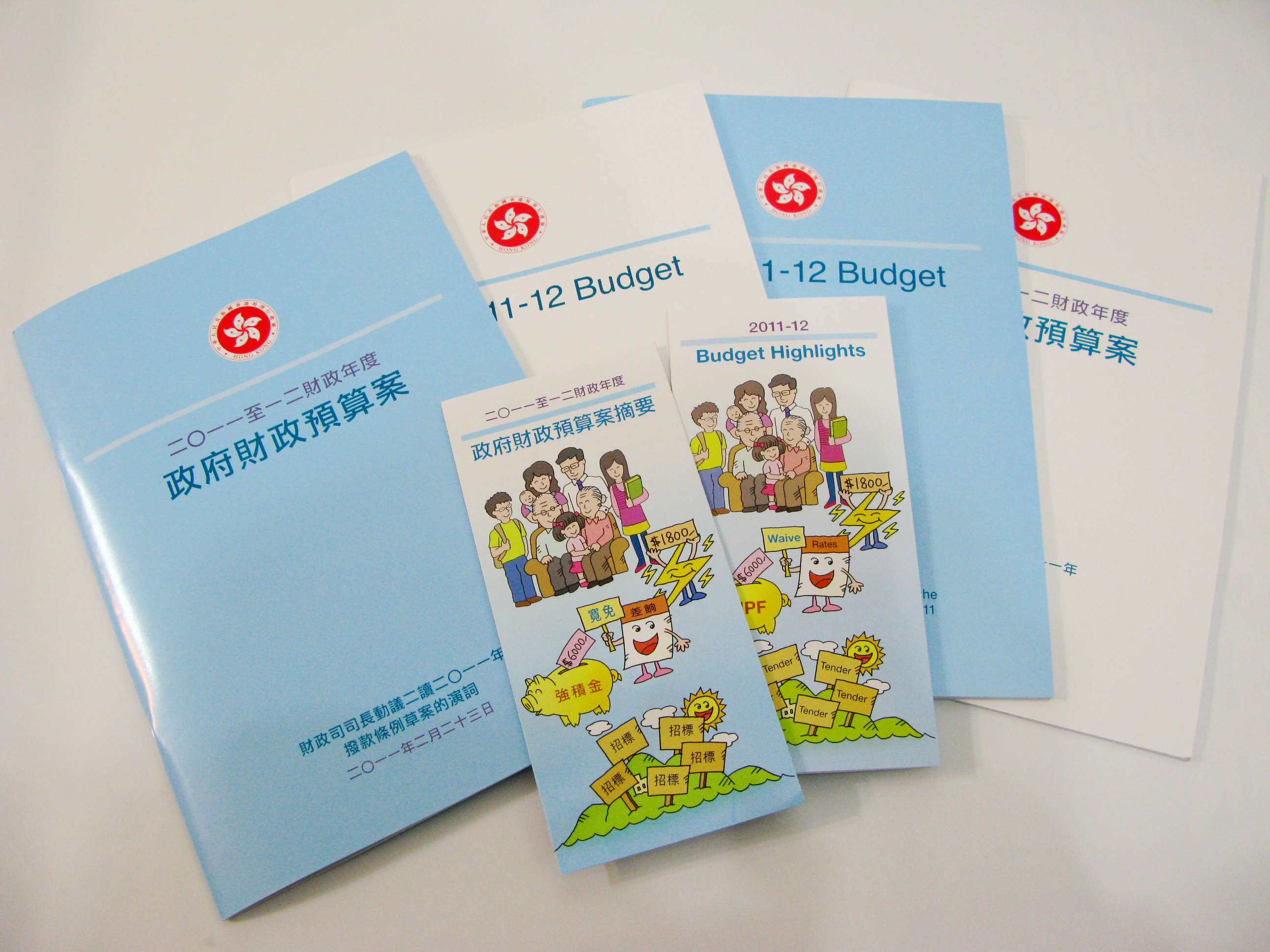
2011年至2012年度香港政府財政預算案

《2011年至2012年度香港政府財政預算案》，由時任財政司司長曾俊華於2011年2月23日上午11時在香港立法會大樓發表，發表預算案的時間由於要處理立法會秩序的問題順延至上午11時06分開始，至中午12時58分結束，歷時為1小時52分鐘。該份財政預算案是曾司長任內的第4份報告。

## 背景

### 通漲上升
香港漸漸走出金融海嘯的陰影，經濟漸漸變好，但同時通漲卻日漸上升，故不少政黨要求政府推出措施，協助抗擊通漲。

### 中產階級的不滿
香港政府近年以來的抒困措施，大多以基層公屋市民為主，而政府的政策則主要優待社會上最富裕的一群。但社會上的中產階級，既因為其入息超出申請公屋的限制（中產人士的最低收入一般是8,000至10,000多元，而單身人士的公屋入息限額為6,000多元）由於他們未能申請公屋，他們只能租住私樓，然後再儲錢買樓。他們既要交稅，又要負擔至少7,000多元的屋租，以前的電費津貼亦沒有他們的份兒（因有的租約列明租客不會受惠）。由於樓價日漸提高，有的中產人士租樓不到一年因業主收樓（有的業主是希望收樓放售賺取差價）而迫遷，而政府則拒絕復建居屋。既然中產的處境並沒有受惠，於是他們對政府的不滿愈深。

### N無人士的存在
所謂N無人士，其實是指抒困措施沒有幫助的人，他們不是電費戶主、不是公屋居民，不需要交稅，不需要交差餉。這些人多數是社會最基層的人士，他們並沒有資格申請公屋或輪候公屋極久而未能入住公屋，他們只能以高昂的費用租用「板間房」。他們入息低，支援又少，所以漸漸支援N無人士的呼聲愈來愈高。

## 內容摘要
善用公帑　持續改善民生
- 預計政府新一年度總開支為3,711億元，較2010-11年度修訂預算增加22%。預計政府總收入為3,750億元，綜合盈餘為39億元。
- 政府經常開支為2,421億元，比2010-11年度修訂預算增加接近8%，增幅為過去十年最大。
- 教育、社會福利及衞生開支佔經常政府開支總額的56.4%，分別為：
  - 教育：545億元，比2010-11年度修訂預算增加6%；
  - 社會福利：422億元，比2010-11年度修訂預算增加11%；
  - 衞生：399億元，比2010-11年度修訂預算增加9%。

教育
- 撥款25億元成立「自資專上教育基金」，支持自資專上教育的發展。
- 向「香港特別行政區獎學金基金」注資2億5,000萬元，讓獎學金亦能惠及公帑資助副學位課程學生。
- 增撥每年3億元，加強支援清貧學生，放寬學生獲取全額資助的入息上限，預計可讓額外75,000名各級學生獲發全額資助。
- 增撥每年1億4,000萬元，調整現時適用於專上學生的資助級別，預計會令22,000名通過入息及資產審查的專上學生取得更多資助。
- 增撥每年4,800萬元，為每名合資格領取「學習開支助學金」的專上學生，按入息及資產審查結果額外發放最多1,000元助學金，預計約有52,000名學生受惠。
- 預留1億1,000萬元，在小學推行為期三年的計劃，為來自基層家庭的小學生提供課後功課輔導。
- 撥款1億元，推行為期5年的專上學生內地體驗計劃，預計超過30 000名學生受惠。

社會福利
- 增撥10億元，延長長者醫療券試驗計劃3年，並增加醫療券面額一倍至每人每年500元。
- 調高在綜援計劃下向嚴重殘疾受助人發放的社區生活補助金，並擴展其受惠範圍至殘疾屬非嚴重程度、健康欠佳和年老的受助人，預計約19萬名受助人會受惠，涉及額外經常開支約5億9千萬元。
- 調高綜援計劃下60歲以下殘疾人士和健康欠佳的成年受助人的標準金額，使之與60歲以上身體情況相同者看齊，預計約55,000萬名受助人會受惠，涉及額外經常性開支約3億2,800萬元。
- 增撥每年超過2億元，為長者增加1 300個資助安老宿位和1 700個長者社區照顧服務名額。
- 增撥每年1億4,800萬元，全面推行「離院長者綜合支援計劃」，估計每年可惠及的長者數目可由目前的8,000名大幅增加至33,000名。
- 增撥每年4,500萬元，增加資助安老院舍的補助金，並將「照顧癡呆症患者補助金」的資助範圍擴展至所有資助長者日間護理中心。
- 增撥每年4,000萬元，調高「改善買位計劃」下甲一級宿位的買位價格，並要求院舍為長者安排物理治療和康復訓練。

衞生
- 向醫院管理局增撥27億4,000萬元以滿足新增需求，以及推行包括與醫療改革相關的各項措施，包括：
  - 擴大《醫管局藥物名冊》的範圍，加強九種疾病的藥物治療成效；
  - 加強精神健康服務；
  - 加強對長期病患者的支援；
  - 縮短專科服務輪候時間；以及
  - 加強公共基層醫療服務。
- 預留10億元設立「醫療衞生研究基金」，推動公共衞生及醫療服務的研究及發展。
- 增撥3,100萬元加強藥物監管，包括在衞生署成立藥物專責辦事處。
- 撥款2,600萬元加強控煙工作，包括2,100萬元用於提供及推廣戒煙服務。

建設社區
- 樓宇安全：增撥10億元，全數滿足「樓宇更新大行動」第二輪符合資格的申請。
- 文物保育：額外預留5億元，資助更多歷史建築活化項目。
- 體育發展：成立70億元的「精英運動員發展基金」，為精英運動員提供更全面的支援，加強發掘及培訓有潛質的年青運動員。
- 文化藝術：2011-12投放逾28億元發展文化藝術軟件，並善用「藝術及體育發展基金」的投資回報，推動本地文化藝術的持續發展及建立香港文化品牌。
- 社會企業：預留1億5,000萬元在未來五年繼續推行「伙伴倡自強」社區協作計劃，資助期延長至三年。

穩定樓市　增加土地供應
- 在勾地表內，指明4幅住宅用地，在年內主動推出作公開拍賣或招標。
- 在勾地表以外，以招標形式出售5幅住宅用地，規定用作興建約共3 000個中小型單位。
- 2011-12年度可供出售的住宅用地包括18幅新增土地，連同在早前勾地表內尚未出售的34幅土地，合共52幅。
- 估計2011-12年度私人住宅土地供應將可提供30,000至40,000個單位，遠高於每年平均20,000個的工作指標。
- 在2011-12年度至2012-13年度，預計分別有11,200及16,700個新建公屋單位落成。
- 政府在未來會繼續為《置安心資助房屋計劃》物色更多適當的土地。
- 投放約3億元，研究在維多利亞港以外進行適度的填海和發展岩洞，以增加中長期的土地供應。

抗擊通脹　紓緩市民壓力
- 寬免2011-12年度全年差餉，以每戶每季1,500元為上限。估計約82%物業在新一年度不用繳交差餉，政府收入減少約99億元。
- 向每個電力住宅用戶戶口提供1,800元的電費補貼，惠及約260萬用戶，涉及開支約為47億元。
- 為公屋租戶代繳兩個月租金，涉及開支約為19億元。
- 額外發放一個月的綜援、高齡津貼及傷殘津貼，涉及額外開支約為19億元。年中並會按需要調整綜援、高齡津貼及傷殘津貼。
- 調高子女免稅額20%，約30萬名納稅人受惠，政府收入減少6億5,000萬元。
- 調高供養父母或祖父母的免稅額和長者住宿照顧開支的扣除上限20%，約51萬名納稅人受惠，政府收入減少5億7,000萬元。
- 預留240億元向合資格人士的強積金戶口一次過注入6,000元，加強市民退休後的保障。
- 額外預留1億元，在有需要時撥款延續「短期食物援助計劃」。
- 發行50億至100億港元的「通脹掛鈎債券」，促進債券市場發展，亦可為市民提供多一個應對通脹的投資選擇。

投資末來　推動經濟發展
- 持續着力投資基礎建設，帶動發展。預期2011-12年度基本工程開支高達破紀錄的580多億元，在未來幾年的開支每年均會超過600億元。
- 維持穩定及足夠的甲級寫字樓供應，提升競爭力。2011-12年度可出售的土地包括60萬平方米商業／商貿樓面面積。
- 發展新的優質辦公室群，在啟德發展另一寫字樓樞紐。主動出售兩幅位於觀塘和九龍灣的商貿用地，加快這兩區的商業發展。
- 持續提高四大支柱產業的競爭力。
- 發展六項優勢產業，並推動葡萄酒貿易和發展新興市場，促進經濟多元化發展。
- 加強與廣東省、澳門和台灣等地區的多方面合作，增強香港在國際市場的競爭優勢。
- 進一步優化營商環境，吸引外資企業來港投資。
- 持續支援中小企，大幅提高「中小企業信貸保證計劃」的信貸保證承擔總額至300億元。

其他涉及稅項措施
- 為保障公眾健康，每支香煙的煙草稅調高五角，並按同等比例提高其他煙草產品的稅率。
- 為控制私家車數目的增長，增加私家車首次登記稅約15%。

## 主要內容
關注樓市泡沫風險
- 需要時會再出手保持樓市健康發展

賣地安排
- 以招標形式出售五幅住宅用地
- 下年度可提供52幅住宅地

置安心計劃
- 政府與香港房屋協會合作，推出置安心計劃將提供5,000個單位

增加土地供應
- 投放三億研究填海增加土地供應

商業樓宇
- 將維持甲級寫字樓供應穩定

增加寫字樓供應
- 運輸基建帶動寫字樓地帶分散發展

活化工業大廈
- 將繼續推動活化工廈，正研究購買工廈改裝為水務署新界西區辦事處
- 於改裝工廈時引入綠化設計元素，以及環保及節水措施，以符合政府推動綠色建築政策

通脹
- 將控制政府開支增長應付通脹
- 打擊炒樓以紓緩租金上升壓力
- 為樓市降溫

通脹掛鈎債券(iBond)
- 將發行50至100億通脹掛鈎債券，促進本地零售債券市場發展，又可為本地市民提供多一個應對通脹的投資選擇

樓宇維修
- 增撥10億元予「樓宇更新大行動」

教育
- 國際學校學額將增加5,000多個
- 將推動發展自資學位課程
- 下年度教育開支預算540多億元
- 放寬全額學生資助入息上限
- 合資格專上學生可獲發額外助學金
- 撥款一億助學生到內地實習或學習
- 再培訓局有需要時可多提供30,000名額

環保
- 為歐盟二期和歐盟三期巴士安裝催化器
- 將推動設立更多電動車充電設施

安老服務
- 增1700個長者社區照顧服務名額
- 建議增加1300個資助安老宿位
- 安老按揭試驗計劃將優化

利民措施
- 向每個住宅用戶提供1,800元電費補貼
- 將代繳兩個月公屋租金
- 綜緩戶將獲額外一個月津貼金額
- 供養父母免稅額將增加
- 子女免稅額提高20%

其他重點
- 將深化區域合作維持經濟發展
- 將繼續發展六項優勢產業及葡萄酒貿易
- 將跟進粵港澳合作計劃
- 將推進與台灣商貿發展
- 將繼續優化營商環境
- 中小企信貸保證計劃承擔額增至300億
- 將提高四大支柱產業競爭力
- 要加強區域合作開拓新貿易機會
- 將繼續投資運輸基建
- 繼續為物流業提供用地
- 將推動人民幣離岸業務發展
- 將促進融資平台國際化
- 將與聯交所合作吸引公司來港上市
- 將繼續為專業服務開拓內地市場
- 將探討主題公園進一步發展
- 將推動醫療專科發展
- 重點發展中藥、食品等檢測和認證服務
- 將檢討創新及科技基金申請程序
- 將繼續發展文化及創意產業
- 將繼續推廣與新興市場合作
- 將繼續提供就業支援
- 將繼續協助少數族裔融入社會
- 長者醫療券擬增至每人每年500元
- 提高60歲以下殘疾人士綜援金額
- 撥款2億1000萬支援精神健康服務
- 將擴大藥物名冊涵蓋範圍
- 將致力縮短專科服務輪候時間
- 增撥3100萬元加強藥物監管
- 每支煙的煙草稅加五角
- 私家車首次登記稅加約15%
- 建議成立70億元精英運動員發展基金
- 預留1億5000萬支持社會企業
- 向就職人士強積金戶口注入6,000元（此措施已被取消，見下面預算案修訂一節）

## 預算案修訂
由於預算案受社會各界批評，財政司司長於2011年3月2日公佈修訂預算案，將「向就職人士強積金戶口注入6,000元」改為向18歲或以上香港永久居民派發現金港幣6,000元，此外亦會寬免薪俸稅及個人入息課稅75%，寬免上限為港幣6000元。

## 預算案公佈後闡述
財政司司長曾俊華於發表預算案後，舉行了一系列公開闡述活動，其中包括：
- 財政預算案記者招待會，於預算案公佈當天下午（2011年2月23日）舉行。
- 財政預算案論壇，於預算案公佈當天晚上7時至8時（2011年2月23日）舉行，由無線電視、亞洲電視、有線電視、now寬頻電視及香港電台聯合播出。
- 財政司司長熱線，於預算案公佈翌日早上（2011年2月24日）由香港電台播出。

## 迴響

### 減稅刺激通漲論
有香港市民對「派糖」有期望。是次雖有「派糖」，但市民期望更多，或批評「人有我無」不公平，例如向來未有在紓困措施受惠的「N無人士」，以及期望一如往年可獲退稅的香港中產階級，均對預算案表示失望。因為以往政府會退稅，但曾俊華今年以「退稅會刺激通漲」的理據反駁，引來社會更大的反彈聲音。

### 注資強積金的反彈
此外，注資強積金戶口的措施亦遭非議，主要是因為市民認為「遠水不能救近火」（假如一個現在30歲的成年人，他至少要30年後退休才可領取這6,000元，說不定因為管理強積金的公司把這6,000元虧損掉），以及強積金制度本身存在管理費過高的問題（強積金的管理不在政府，是在各大金融機構，而這些金融機構亦從中抽取管理費，而有傳指政府注資這6,000元，金融機構機構從會從中抽取管理費）。而強積金實施多年，愈來愈多案例證實，強積金並不能使退休人士安享晚年。於是有人指責這是官商勾結。

### 從注資到派錢
泛民主派的議員在預算案公佈以後，宣佈於3月6日舉辦名為「紫荊花革命」的大遊行，明顯地泛民主派有意借近幾個月來的革命風潮提高聲勢，而且正值選舉年，年底將會舉行區議會選舉，於是親建制派的議員亦表示「票投不下去」。於是曾俊華約見親建制派的議員，而曾俊華亦表示會考慮親建制派議員的意見。其間，曾俊華接納親建制派議員的意見，作出以人為本的改動。把注資6,000元到強積金的措施改為向所有成年香港永久性居民派發現金6,000港元，同時向來年香港納稅人退稅。是次改動得到不少市民歡迎，而時任新聞主播曾美華甚至將是次改動形容為「香港歷史進入新紀元」。雖然，還遭到不少「N無人士」批評，認為此等改動會「影響政府威信」或「破壞當局一直所奉行的謹慎理財原則」等等。

## 外部連結
- 2011-2012年度香港政府財政預算案網頁（页面存档备份，存于）
- 明報新聞網新聞特輯——2011-2012年度香港政府財政預算案